# Димче Пенев
Димче Пенев Иванов (на македонска литературна норма: Димче Пенев Иванов) е политик от Народна република Македония.

## Биография
Роден е в град Велес. Работи като учител. Димче Пенев е два мандата кмет на Велес – от 1949 до 1950 и от 1955 до 1957 година. В 1951 година е избран за депутат в Събранието на НРМ.